# Yvonne Tracy
Yvonne Tracy (ur. 27 lutego 1981) – irlandzka piłkarka występująca na pozycji obrońcy. Obecnie reprezentuje barwy angielskiego klubu Arsenal Ladies.

## Kariera klubowa
Tracy zaczynała swą karierę w Lifford. Do Arsenalu Ladies trafiła w sierpniu 2000.

## Kariera międzynarodowa
Tracy rozegrała ponad 40 spotkań w reprezentacji Irlandii. Była irlandzką międzynarodową piłkarką 2002 roku.